# Kodeks Tulane

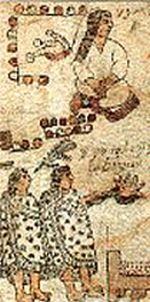
fragment z Kodeksu Tulane

Kodeks Tulane – nowożytny dokument mistecki będący zapisem genealogicznym i rękopisem roszczeniowym o ziemię.

## Opis
Kodeks Tulane datowany jest na XVI wiek ok. 1550 roku. Powstał w Acatlan, na terenach południowego Puebla. Namalowany został na jednym kawałku papieru o dł. 377 cm zrolowanego. Jego treść odczytuje się od dołu do góry. Manuskrypt zawiera informacje na temat genealogii królów misteckich panujących w Acatlan i ich historii oraz listę miejscowości przedstawiona za pomocą mapy. Jej granice rozciągają się od miasta Oaxaca do San Juan Numi, ok. 100 kilometrów od Acatlan. Mapa ta posłużyła jako dokument roszczeniowy w sprawie w sądzie o przyznanie ziemi w 1802 roku.
Pierwsze strony kodeksu zawierają listę piętnastu pokoleń oznaczonych znakiem piktograficznym wody i orła umieszczonej po prawej stronie manuskryptu oraz listę rodziców poślubionych kobiet (po lewej stronie). Dynastia z Actlan oznaczona została  wzgórzem z klejnotem na szczycie.

## Historia
Historia Kodeksu Tulane jest nieznana. Wiadomo jedynie, że po użyciu go w sądzie, został zakupiony lub przewieziony do Stanów Zjednoczonych jako etnologiczna ciekawostka. Dopiero wiele lat później został zidentyfikowany jako ważny dokument kultury misteckiej i dzisiaj jest przechowywany w Amerykańskiej Bibliotece Latynowskiej na Uniwersytecie w Tulane.